# Un topo a Manhattan
Un topo a Manhattan (Mouse in Manhattan) è un film del 1945 diretto da William Hanna e Joseph Barbera. È il diciannovesimo cortometraggio animato della serie Tom & Jerry, prodotto dalla Metro-Goldwyn-Mayer e uscito negli Stati Uniti il 7 luglio 1945. È uno dei pochi episodi in cui solo uno dei due protagonisti gioca un ruolo principale. Questo è il primo cortometraggio della serie a cui abbia lavorato l'animatore Ed Barge.

## Trama
Jerry, sempre più depresso dalla vita di campagna, scrive una lettera al dormiente Tom in cui gli spiega che per tale motivo partirà per New York per non tornare mai più. Arrivato al Grand Central Terminal, il topo esplora la città e ammira i grattacieli, tentando anche di "scalare" l'Empire State Building. La sera, Jerry deve subito far fronte alle prime difficoltà, rischiando di venire investito dalle auto. Si rifugia nel Chrysler Building e sale con l'ascensore, arrivando in un ristorante all'ultimo piano. Dopo aver esplorato alcune stanze, arriva sulla terrazza e sale su un tavolo, mettendosi a ballare con le bambole segnaposto. Mentre balla finisce in una bottiglia di champagne e viene sparato giù dall'edificio, e usando un calzino come paracadute atterra in un vicolo buio pieno di gatti. Jerry scappa via, ma si scontra con dei bidoni della spazzatura che alla fine lo fanno volare contro la vetrina di una gioielleria sfondandola. La polizia, pensando che sia un ladro, inizia a sparargli. Per sfuggire ai poliziotti, Jerry torna nel GCT, dove rischia di venire investito da un treno. Il topo torna così in campagna a piedi, a tutta velocità. Rientrato in casa, strappa la lettera, bacia Tom (che stava ancora dormendo e quindi non sapeva ancora niente) e, dopo aver messo un cartello con scritto "Casa dolce casa" fuori dalla sua tana, ci rientra felice.

## Citazioni e riferimenti
Nella scena in cui Jerry naviga un condotto fognario a bordo di un bicchierino di carta, c'è un'autocitazione della serie: sullo sfondo è infatti possibile osservare il cartello di un cinema che recita "Now playing! A Tom & Jerry cartoon!" ("In programmazione! Un cartone di Tom e Jerry!").